# Cavez
Cavez es una freguesia portuguesa del concelho de Cabeceiras de Basto, con 26,08 km² de superficie y 1.599 habitantes (2001). Su densidad de población es de 61,3 hab/km².